# Рушковаць
45°43′ пн. ш. 16°52′ сх. д. / 45.72° пн. ш. 16.87° сх. д.
Рушковаць (хорв. Ruškovac) — населений пункт у Хорватії, в Б'єловарсько-Білогорській жупанії у складі громади Берек.

## Населення
Населення за даними перепису 2011 року становило 86 осіб.
Динаміка чисельності населення поселення: